# NGC 228
NGC 228 je galaksija u zviježđu Andromeda.

## Vanjske poveznice
- SEDS: NGC 0228